# Вердонк, Эрик
Эрик Вердонк (англ. Eric Verdonk; 28 мая 1959, Тайхап, Новая Зеландия — 3 апреля 2020) — новозеландский гребец (академическая гребля), бронзовый призёр летних Олимпийских игр 1988 года в соревновании одиночек, бронзовый призёр Игр Содружества 1986 года.

## Биография
Эрик Вердонк родился в Тайхапе, Новая Зеландия, в семье голландских мигрантов, которые в 1950-х годах были первыми иностранцами, которых встречали киви. Первым турниром, где он выиграл кубок, был Maadi Cup в Вестлейке 1976 года. Принимал участие в национальном чемпионате Новой Зеландии, где становился чемпионом каждый раз в период с 1987 по 1993 год. После завершения профессиональной карьеры стал членом Ассоциации тренеров Новой Зеландии. На его счету проведение множества мастер-классов для гребцов, а также координация и подготовка тренеров по гребле.

### Олимпийские выступления
Принимая во внимание значительные успехи в гребном спорте, Олимпийский комитет Новой Зеландии принял решение включить в состав национальной сборной Эрика Вердонка. Первыми и самыми успешными Олимпийскими соревнованиями в его карьере стали Летние Олимпийские игры 1988 года в Сеуле. В заплыве одиночек с результатом 06:58.660 он завоевал бронзовую медаль, уступив первенство соперникам из ФРГ (Питер-Майкл Кольбе — 2-е место, 06:54.770) и ГДР (Ланге Томас — 1-е место, 06:49.860).